# League of European Research Universities
League of European Research Universities (forkortet LERU) er en sammenslutning af 23 europæiske universiteter, som bedriver intensiv forskning. Netværket blev grundlagt i 2002. Generalsekretariatet for LERU er i Leuven i Belgien.Københavns Universitet blev medlem af LERU den 1. januar 2017.

## Medlemmer af LERU
| Belgien - KU Leuven Danmark - Københavns Universitet Finland - Helsinki Universitet Frankrig - Université Pierre-et-Marie-Curie - Université Paris-Sud - Université de Strasbourg Holland - Universiteit van Amsterdam - Universiteit Leiden - Universiteit Utrecht Irland - Trinity College Dublin Italien - Università di Milano |  | Schweiz - Universität Zürich - Université de Genève Spanien - Universitat de Barcelona Sverige - Lunds Universitet Storbritannien - Imperial College London - University of Cambridge - University of Edinburgh - University College London - University of Oxford Tyskland - Albert-Ludwigs-Universität, Freiburg - Ruprecht-Karls-Universität, Heidelberg - Ludwig-Maximilians-Universität, München |